# Smiths Grove
Smiths Grove is een plaats (city) in de Amerikaanse staat Kentucky, en valt bestuurlijk gezien onder Warren County.

## Demografie
Bij de volkstelling in 2000 werd het aantal inwoners vastgesteld op 784.
In 2006 is het aantal inwoners door het United States Census Bureau geschat op 746, een daling van 38 (-4,8%).

## Geografie
Volgens het United States Census Bureau beslaat de plaats een oppervlakte van
2,1 km², geheel bestaande uit land. Smiths Grove ligt op ongeveer 178 m boven zeeniveau.

## Plaatsen in de nabije omgeving
De onderstaande figuur toont nabijgelegen plaatsen in een straal van 24 km rond Smiths Grove.